# Municipio de Haw Creek (Indiana)
El municipio de Haw Creek (en inglés: Haw Creek Township) es un municipio ubicado en el condado de Bartholomew en el estado estadounidense de Indiana. En el año 2010 tenía una población de 3905 habitantes y una densidad poblacional de 40,5 personas por km².

## Geografía
El municipio de Haw Creek se encuentra ubicado en las coordenadas 39°18′14″N 85°44′00″O / 39.30389, -85.73333. Según la Oficina del Censo de los Estados Unidos, el municipio tiene una superficie total de 96.43 km², de la cual 96.05 km² corresponden a tierra firme y (0.39%) 0.38 km² es agua.

## Demografía
Según el censo de 2010, había 3905 personas residiendo en el municipio de Haw Creek. La densidad de población era de 40,5 hab./km². De los 3905 habitantes, el municipio de Haw Creek estaba compuesto por el 97.03% blancos, el 0.64% eran afroamericanos, el 0.05% eran amerindios, el 0.38% eran asiáticos, el 0.05% eran isleños del Pacífico, el 0.46% eran de otras razas y el 1.38% pertenecían a dos o más razas. Del total de la población el 1.61% eran hispanos o latinos de cualquier raza.